# Fresco lana
Fresco lana, fresco di lana o frescolana, è un tessuto di lana di peso medio o leggero, dall'aspetto granulare, ingualcibile, poroso e resistente. La mano ruvida, rasata e asciutta, è determinata dai filati pettinati e fortemente ritorti. 
Viene realizzato ad armatura tela o saia con filati pettinati e finemente cardati. La sua finezza viene indicata con una sigla super 's, come super 100's,  super 120's, super 140's, maggiore il numero maggiore la finezza dell'ordito e quindi la qualità del tessuto. La lana usata è pura lana vergine di merinos anche se a volte in mischia con cotone, che ne riduce la qualità.
Viene principalmente utilizzato per confezionare abiti da uomo primaverili o autunnali. Il suo nome deriva dalla parola italiana affresco in funzione della sua superficie granulare.